# اچ‌ام‌اس سی‌لارک (۱۸۱۱)
اچ‌ام‌اس سی‌لارک (۱۸۱۱) (به انگلیسی: HMS Sealark (1811)) یک کشتی بود. این کشتی  در سال ۱۸۱۱ ساخته شد.